# Mairie de Pieksämäki
La mairie de Pieksämäki (finnois : Pieksämäen vanha kaupungintalo) est un bâtiment  situé à Pieksämäki en Finlande.

## Description
L'édifice conçu par  Arto Sipinen et Mane Hertzer est construit en 1973 pour remplacer l'Ancienne mairie de Pieksämäki.
En 2014, on parle de démolir ce bâtiment.